# Косово-Поліське
Косово-Поліське (біл. Косава-Палескае) — станція Берестейського відділення Білоруської залізниці в Івацевицькому районі Берестейської області. Розташована в селі Нехачеве.